# Análise probabilística de segurança
Análise Probabilística de Segurança (APS) (ou Análise Probabilística de Riscos) é uma metodologia para avaliar riscos associados ao funcionamento de equipamentos e instalações industriais complexas e potencialmente perigosas como aeronaves e usinas nucleares.

## Risco
Segundo o dicionário Aurélio o substantivo Perigo denota “estado, situação de uma pessoa que corre grandes riscos”. O perigo como estado está sempre associado à lei de causa e efeito. O risco (R) é a multiplicação da gravidade de um efeito pela frequência de uma causa. Em análises de segurança a frequência de uma causa é definida através da probabilidade (propensão) de ocorrência da causa (P), enquanto que a gravidade do efeito causado é quantificada em termos do   dano (prejuízo) causado (D), isto é R = D * P.
O dano pode ser estimado quantitativamente (ex. o número de pessoas feridas ou mortas, área atingida por uma vazamento tóxico, etc.) e suas probabilidades de ocorrência são tratadas como frequências ou probabilidades (ex. o número de ocorrências ou a probabilidade de ocorrência por períodos de tempo dados em horas). Em caso de haver mais de uma provável causa ou mais de um dano causado pela mesma causa, o risco total é calculado como a perda estimada: a soma dos produtos das probabilidades das causas por seus danos.

## Classificação dos danos
Os danos podem ser classificados em (a) humanos (relacionados com a morte, ferimento, doença ou invalidez de pessoas), (b) ambientais (dados pela área atingida, o inventário de plantas, animais e de outros ativos ambientais, tais como corregos, rios e lagoas, e as consequências imediatas e a longo prazo do acidente sobre o ecosistema na região atingida e na sua vizinhança), e (c) econômicos (perdas de equipamentos e instalações que precissarão ser retirados e/ou repostos, parada ou diminuição inesperada de produção, falha no abastecimento do cliente, insatisfação, perda de credibilidade e prestígio, enfraquecimento da marca). Contudo, um único acidente severo, por exemplo numa refineria de petróleo poderia ocasionar danos em todo o espectro. 
Das duas varáveis envolvidas no risco, geralmente o dano é o mais difícil de quantificar. Isto se deve a: (1) É praxe na engenharia determinar com elevada precisão o tempo de vida médio das peças e componentes que se utilizam para construir os equipamentos e as instalações, existindo normas e regulamentações que controlam estes assuntos em todo o mundo. Desta forma, utilizando procedimentos apropriados de simulação com base estatística é possível determinar as probabilidades de falhas. (2) O dano em um evento específico depende de muitos fatores e circunstâncias. 
Por exemplo, o dano humano associado à queda de uma aeronave, depende da natureza da aeronave, de carga ou de passageiros, militar ou civil. Mesmo analisando aeronaves civís de passageiros, a expectativa de mortes depende da época do ano, pois em alta temporada viajam normalmente mais do doubro das pessoas que viajam em baixa temporada. No caso de dano ambiental a situação é ainda mais difícil devido à falta de informação quantitativa sobre os ativos ambientais embora a legislação atual exija a realização de estudos ambientais para o licenciamento da instalação. 
O principal empecilho parece ser a dificuldade na definição de indicadores quantitativos que levem e ponderem corretamente o valor de cada ativo ambiental. Por exemplo, o que implicaria uma maior perda ambiental, a dissimação de uma espécie de macaco ou uma de formigas, ou de uma variedade de planta ainda desconhecida, mas que poderia conter o ingrediente ativo necessário para a cura de doenças, atuais ou que ainda estão por surgir?. Importantes passos começaram a ser dados desde a Conferência das Nações Unidas para o Meio Ambiente e o Desenvolvimento Eco-92 no Rio de Janeiro, mas ainda falta um longo trecho por percorrer na direção de poder realmente avaliar os ativos ambientais e dessa forma poder calcular os danos ambientais associados a acidentes e avarias severas em instalações industriais. 

## Papel da Análise Probabilística de Segurança
A Análise Probabilística de Segurança permite responder seis questões básicas:
1. O que pode vir a dar errado com o equipamento ou instalação em estudo, ou quais são os eventos iniciadores indesejáveis que podem conduzir a avarias com consequêncas adversas?
2. Quais e quão severos são os danos que podem ser causados pelo equipamento ou instalação industrial caso algum dos eventos iniciadores de avaria venham a ocorrer?
3. Quão prováveis ou frequentes podem ser esses eventos indesejáveis?
4. Quais das falhas identificadas podem ser classificadas como Negligênciáveis, Aceitáveis, e Intoleráveis?
5. Com que eficácia os sistemas de controle e os procedimentos de segurança ativos minimizam a possibilidade de ocorrência de falhas intoleráveis, ou quão vulnerável está a instalação à ocorrência de acidentes graves?
6. Quais medidas poderiam ser tomadas antes e caso venha acontecer um acidente, tanto no âmbito tecnológico (controles, sistemas de proteção, de contenção e mitigação de consequências), metodológico (programação de revisões, registro de ocorrências, planos de evacuação e de emergência), operacional (manutenção preventiva e predictiva) e humano (treinamento e certificação periódica de operadores e gerentes) para reduzir o risco.

## Técnicasutilizadas na APS
O método utilizado para responder a primeira pergunta é a Análise dos Modos de Falha e Efeitos - FMEA (Fault Mode and Effect Analysis). Para responder a segunda pergunta é necessário avaliar a escalonar as falhas conforme sua criticidade. Para isto é necessário construir um modelo de avaliação da criticidade utilizando algoritmo lógico em forma de árvore binária. Após estabelecidos  os critérios de avaliação dos modos de falha (desprezível, marginal, crítica e catastrófica) se executa um algoritmo baseado em lógica binária. 
Quando o estudo dos Modos de Falha e Efeitos inclui a avaliação da criticidade dos mesmos, se denomina Análise dos Modos de Falha e da Criticidade dos Efeitos - FMECA (Fault Mode and Effect Criticality Analysis). A terceira pergunta pode ser respondida a partir da construção e avaliação de árvores de eventos e de falhas (FTA - Fault Tree Analysis), enquanto a quarta questão precisa da construção de matriz de risco. 
A matriz de risco combina a probabilidade do modo de falha e a gravidade do efeito, e permite definir a partir das combinações de ambas uma classificação hierárquica com respeito ao risco de cada modo de falha. Para responder a quinta questão é preciso realizar uma auditoria de segurança que utilize os resultados do estudo de riscos (FMEA/FMECA e TFA) e adicione a confiabilidade dos sistemas de controle e proteção da instalação. A sexta e última questão pode ser respondida a partir dos resultados do estudo de risco total focando nos pontos/aspectos mais vulneráveis do equipamento ou instalação, assim como da análise das práticas de gerenciamento de risco e segurança.   
Em muitos casos além das análises descritas acima é conveniente realizar outras anáises, como (a) Análise de Confiabilidade Humana (HRA - human reliability analysis) e (b) Análise de Falhas de Causa Comum (CCF - common-cause-failure analysis). HRA possui métodos para modelar erros humanos (considerados causa primária em 50-70% dos acidentes) enquanto CCF utiliza métodos que levam em conta a inter-dependência entre partes de um sistema e entre diversos sistemas, que podem originar falhas simultâneas incrementando o risco. Por exemplo uma explosão que possa atingir a casa de bombas do sistema de proteção contra incêndios, poderá ocasionar a falha desse sistema de mitigação de consequências, aumentando assim o risco. 

## A gestão de segurança nas Usinas Nucleares
Devido aos excelentes resultados alcançados com a utilização de técnicas de Análise Probabilística de Segurança em todas as fases do ciclo de vida de sistemas tecnológicos complexos (desde a concepção, pre-desenho até a remoção segura após o período de operação) a Comissão Reguladora das Atividades Nucleares (NRC) dos Estados Unidos colocou como exigência que todas as usinas nucleares realizem periodicamente uma Auditoria Individual da Planta (IPE - Individual Plant Examination) utilizando APS para identificar e quantificar as vulnerabilidades à falhas tecnológicas e erros humanos. 